# Salvador (Penamacor)
Salvador es una freguesia portuguesa del concelho de Penamacor, con 10,21 km² de superficie y  habitantes (2001). Su densidad de población es de 57,7 hab/km².
Cerca de esta aldea, se encuentran las localidades de Aranhas y Monsanto. Se sitúa a 12 km de la sede del municipio y a 7 km de la frontera con España.
En su largo principal, es posible visitar su antigua iglesia, cuyo reloj fue restaurado en la primera mitad de los años 2000. Posee un lagar, donde es posible comprar aceite preparado de forma totalmente artesanal. La artesanía local incluye adufes, bordados y encajes, entre otros objetos. En la gastronomía, destacan el queso, los embutidos, el jamón, el pan casero y el bizcocho.

## Historia y religión
Los vestigios más antiguos del pueblo de Salvador se encuentran en el llamado sítio dos Covões, donde fueron encontrados restos de antiguas habitaciones, una pila bautismal, diversas monedas, objetos domésticos del día a día y sepulturas esculpidas en rocas. 

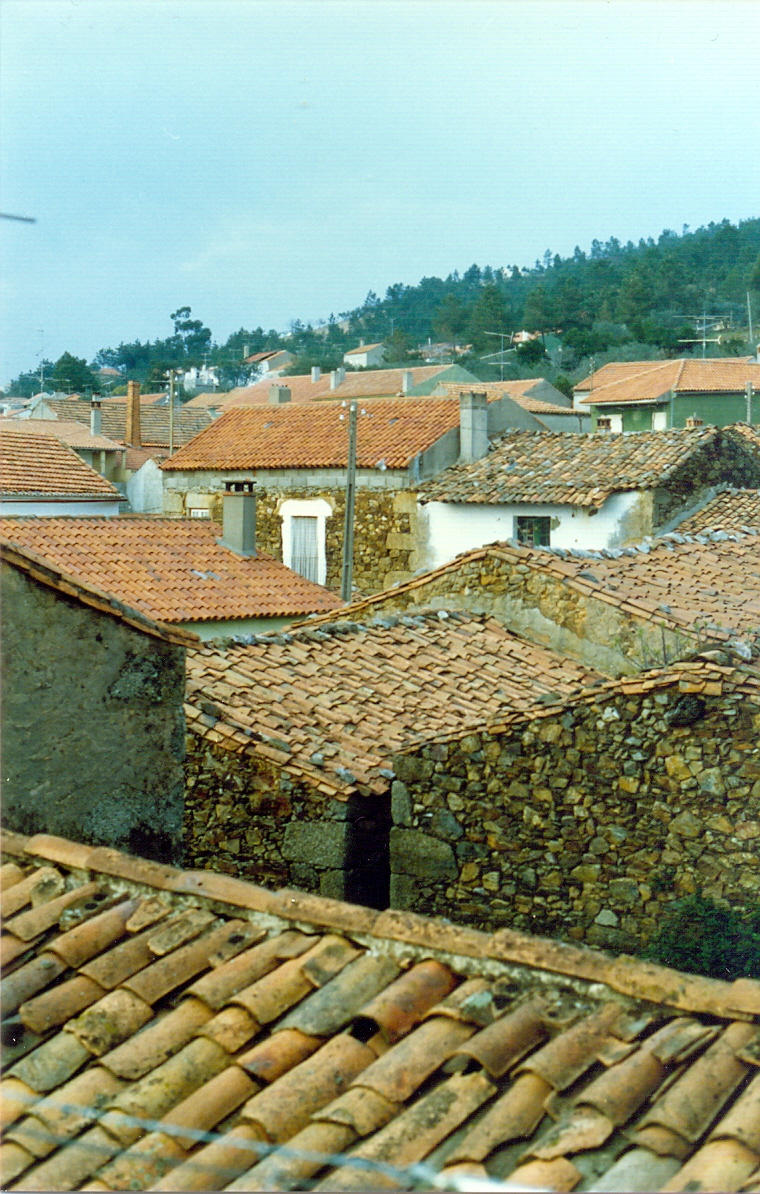
Salvador: vista general

Salvador fue parte del extinto municipio de Monsanto hasta mediados del siglo XIX, cuando pasó al municipio de Penamacor.
La primera referencia administrativa de Salvador lo mencionaba como un priorado, asociado a la casa de Belmonte. Los condes de Belmonte poseían diversas propiedades en Salvador. En una de ellas, la quinta del cercado, se encontrava la antigua iglesia matriz. La mayor parte de la población de la zona era constituida por caseros o renteros de los condes. Hasta 1881, Salvador perteneció a la Diócesis de Castelo Branco, hasta que esta fue extinta. A partir de entonces, pasó a integrar la Diócesis de Guarda.
La patrona de Salvador es Nuestra Señora del Olivo. Reza la leyenda que en una concavidad de un olivo apareció una imagen suya, en el sítio dos Covões, naciendo así su culto. En el mismo lugar existió un templo a ella dedicado, donde reposaba su imagen. Al ser éste demolido, dada su antigüedad, la imagen fue transferida a la iglesia matriz de Aldeia de João Pires durante algunos años, por rehusarse los condes a construir una nueva iglesia. Los fieles se vieron obligados a construir una nueva iglesia, a su coste, en un nuevo lugar, donde hoy aún se encuentra. A imagen volvió entonces a Salvador. Posteriormente, el obispo da Guarda D. Rodrigo de Moura Teles, en visita a la población, dijo que la imagem se encontraba en tan mal estado de conservación que la mandó enterrar, para que fuese hecha una nueva.
La aldea se encuentra asociada a tres ermitas. Entre ellas la antigua de Nuestra Señora del Olivo, la de Santa Sofía, erigida por el puevo, como forma de reconocimiento por la población tras haber sido destruida por una inundación, y la de Nuestra Señora de Fátima, de construcción más reciente. Anualmente, Salvador celebra el 5 de mayo a su santa patrona. En el día 12 de mayo, se realiza una procesión de velas, durante la cual se pueden observar colchas artísticamente decoradas, arcos de flores y diversas lámparas encendidas.

## Escudo

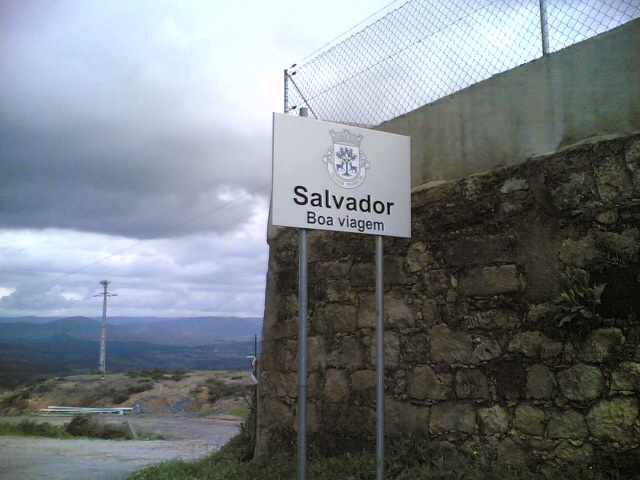
La placa de salida de la aldea de Salvador, mostrando el escudo y deseando buen viaje

El escudo de armas de la freguesia de Salvador consiste en un escudo de plata, con un olivo pintado de verde, con frutos negros. Posee además una flor de lis de plata, con dos cabras en color de púrpura, una de cada lado. Y encima una corona mural de prata, con tres torres. Abajo, se encuentra un listel blanco, con el nombre del lugar en letras mayúsculas: "SALVADOR - PENAMACOR".